# Forro (taal)
Het Forro of Sãotomense is een op het Portugees gebaseerde creoolse taal, die wordt gesproken in het Afrikaanse land Sao Tomé en Principe. De taal is ontstaan uit enerzijds het Portugees, gesproken door de kolonisten op Sao Tomé, en anderzijds de talen van de Afrikaanse slaven die naar Sao Tomé gebracht werden. Van de woorden is naar schatting 93% van Portugese en 7% van Afrikaanse origine.
De taal is nauw verwant aan het Angolar, de taal van de Angolares op Sao Tomé, het Principecreools, de creoolse taal van het eiland Principe en het Fa d'Ambu dat op het tot Equatoriaal-Guinea behorende eiland Annobón wordt gesproken. Deze laatste twee worden soms als dialecten van het Forro beschouwd.
Het Forro had in 1999 naar schatting 69.900 moedertaalsprekers.